# Android Netrunner
Android Netrunner ist ein Kartenspiel für zwei Personen, erschienen 2012 bei Fantasy Flight Games. Die deutsche Ausgabe erschien 2013 beim Heidelberger Spieleverlag. Das Spiel basiert auf dem von Richard Garfield entwickelten und 1996 bei Wizards of the Coast veröffentlichten Sammelkartenspiel Netrunner. Ab Oktober 2018 wurde der Verkauf und die Entwicklung weiterer Produkte für Android Netrunner jedoch eingestellt und von der Fan-Organisation Null Signal Games (früher NISEI) fortgeführt.

## Handlung und Spielverlauf
In der dystopischen Zukunft des Android-Universum befinden sich Mega-Konzerne und Hacker, sogenannte Runner, in einem ständigen Konflikt. Runner verwenden ihre Ressourcen in einem ständigen Wettrüsten mit den Konzernen, um deren Geheimnisse (Daten) aufzudecken. Dabei arbeiten sie aus unterschiedlichen Motiven am Rande des Gesetzes.
Wie das Original Netrunner ist auch Android: Netrunner ein asymmetrisches Kartenspiel für zwei Spieler, wobei ein Spieler die Rolle des Runners übernimmt und der andere den Konzern spielt. Ziel des Runners ist das Erbeuten von Agenden aus dem Computernetzwerk des Konzerns, der Konzern dagegen hat das Ziel, seine Agenden zu schützen und sie dabei zu entwickeln. Kann ein Spieler sieben Agendapunkte sammeln, gewinnt er das Spiel. Der Runner verliert darüber hinaus, wenn er gezwungen ist, mehr Karten abzuwerfen als er auf seiner Hand hat. Der Konzern verliert umgekehrt, falls es ihm nicht mehr möglich ist, weitere Karten zu ziehen.
Konzerne haben die Möglichkeit, ihre Computersysteme mit sogenanntem Ice (Firewalls) zu schützen und damit dem Runner den Zugriff auf ihre Ressourcen zu erschweren. Runner ihrerseits verwenden ihre Hardware und Angriffsprogramme, um Ice zu überwinden und deren Subroutinen temporär zu deaktivieren. Während der direkten Konfrontation (dem Run) zwischen Runner und den Systemen eines Konzerns kann ein Runner aufgespürt und markiert werden. Dadurch ist es dem Konzern möglich, Ressourcen des Runners direkt zu zerstören. Darüber hinaus gibt es im Spielverlauf durch den Konzern spontan ausgeführte Operationen und vom Runner ausgeführte Ereignisse.

## Erweiterungen
Es gibt verschiedene Erweiterungen. Die regelmäßig erscheinenden Datensätze sowie die Deluxe-Erweiterungen.

### Datensätze
Jeder Datensatz enthält 20 neue Karten in dreifacher Ausführung (60 Karten) und ist Teil eines sechs Pakete umfassenden Zyklus. 

#### Genesis-Zyklus
| Name                       | Erschienen | Erweiterungssymbol |
| -------------------------- | ---------- | ------------------ |
| Blick nach vorne           | Juli 2013  | Wireless           |
| Spurensuche                | Juli 2013  | Wireless           |
| Cyber-Exodus               | Juli 2013  | Wireless           |
| Eine Studie in Rauschen    | Juli 2013  | Wireless           |
| Im Schatten der Menschheit | Juli 2013  | Wireless           |
| Eine sichere Zukunft       | Juli 2013  | Wireless           |

#### Spin-Zyklus
| Name                | Erschienen     | Erweiterungssymbol |
| ------------------- | -------------- | ------------------ |
| Eröffnung           | September 2013 | Mikrofon           |
| Zweifel             | November 2013  | Mikrofon           |
| Mala Tempora        | Dezember 2013  | Mikrofon           |
| Farbe bekennen      | Januar 2014    | Mikrofon           |
| Angst und Schrecken | Februar 2014   | Mikrofon           |
| Sonderzulage        | März 2014      | Mikrofon           |

#### Luna-Zyklus
| Name             | Erschienen    | Erweiterungssymbol |
| ---------------- | ------------- | ------------------ |
| Upstalk          | Juli 2014     | Zunehmender Mond   |
| Zwischenräume    | Juli 2014     | Zunehmender Mond   |
| Erstkontakt      | August 2014   | Zunehmender Mond   |
| Mehr als genug   | Oktober 2014  | Zunehmender Mond   |
| Alles was bleibt | November 2014 | Zunehmender Mond   |
| Die Quelle       | Dezember 2014 | Zunehmender Mond   |

#### SanSan-Zyklus
| Name                | Erschienen  | Erweiterungssymbol |
| ------------------- | ----------- | ------------------ |
| Das Valley          | März 2015   | Sonne              |
| Breaker Bay         | März 2015   | Sonne              |
| Chrome City         | Mai 2015    | Sonne              |
| Underway            | Juni 2015   | Sonne              |
| Old Hollywood       | Juli 2015   | Sonne              |
| Die Welt von Morgen | August 2015 | Sonne              |

#### Mumbad-Zyklus
Der Mumbad-Zyklus fügt dem Spiel Karten hinzu, die bis zu 6 mal in einem Deck enthalten sein dürfen, daher enthalten diese Datensätze 19 verschiedene Karten: 18 in dreifacher Ausfertigung und eine sechsfach.
| Name                  | Erschienen   | Erweiterungssymbol |
| --------------------- | ------------ | ------------------ |
| Kala Ghoda            | Januar 2016  | Leere Flagge       |
| Das Geschäft geht vor | Februar 2016 | Leere Flagge       |
| Demokratie und Dogma  | März 2016    | Leere Flagge       |
| Die Salsette-Insel    | April 2016   | Leere Flagge       |
| Der befreite Geist    | Mai 2016     | Leere Flagge       |
| Fürchte die Massen    | Juni 2016    | Leere Flagge       |

#### Krisenherd-Zyklus
| Name         | Erschienen    | Erweiterungssymbol                |
| ------------ | ------------- | --------------------------------- |
| 23 Sekunden  | Juli 2016     | Titan Transnational Kreditzeichen |
| Blutgeld     | August 2016   | Titan Transnational Kreditzeichen |
| Eskalation   | Oktober 2016  | Titan Transnational Kreditzeichen |
| Intervention | Oktober 2016  | Titan Transnational Kreditzeichen |
| Kriegsrecht  | Dezember 2016 | Titan Transnational Kreditzeichen |
| Quorum       | Angekündigt   | Titan Transnational Kreditzeichen |

#### Roter Sand-Zyklus
| Name                  | Erschienen  | Erweiterungssymbol |
| --------------------- | ----------- | ------------------ |
| Daedalus-Komplex      | März 2017   | Zenturio-Helm      |
| Station One           | März 2017   | Zenturio-Helm      |
| Erdenkind             | Mai 2017    | Zenturio-Helm      |
| Blut und Wasser       | Juni 2017   | Zenturio-Helm      |
| Freiheit für den Mars | Juli 2017   | Zenturio-Helm      |
| Blutiger Staub        | August 2017 | Zenturio-Helm      |

#### Kitara-Zyklus
| Name                      | Erschienen   | Erweiterungssymbol |
| ------------------------- | ------------ | ------------------ |
| Herrliche Aussichten      | Januar 2018  | Blattloser Baum    |
| Den Weißen Nil hinab      | Februar 2018 | Blattloser Baum    |
| Gipfelrat                 | März 2018    | Blattloser Baum    |
| Der Teufel und der Drache | April 2018   | Blattloser Baum    |
| Geflüster in Nalubaale    | Mai 2018     | Blattloser Baum    |
| Kampalas Aufstieg         | Mai 2018     | Blattloser Baum    |

### Deluxe-Erweiterungen
Deluxe-Erweiterungen beinhalten 55 neue Karten in dreifacher Ausführung (165 Karten).
| Name                    | Erschienen    | Erweiterungssymbol |
| ----------------------- | ------------- | ------------------ |
| Kontrolle und Schöpfung | August 2013   | Gehirn             |
| Ehre und Profit         | April 2014    | Helix              |
| Ordnung und Chaos       | März 2015     | Auge               |
| Daten und Bestimmung    | November 2015 | Dreifuß            |
| Herrschaft und Traum    | Juni 2018     | Omega              |

### Draft-Packs
Die Sets, welche für den Runner und den Konzern erworben werden müssen, beinhalten eine Auswahl an 40 zufällig zusammengestellten Karten.
| Name       | Erschienen  |
| ---------- | ----------- |
| Cyberkrieg | Angekündigt |

## Auszeichnungen
Android Netrunner wurde 2012 von der Webseite BoardGameGeek mit den „Golden Geek Award“ für das beste Kartenspiel sowie das beste Spiel für zwei Personen ausgezeichnet. Ebenfalls 2012 wurde es für den portugiesischen Spielpreis „Jogo do Ano“ nominiert. Im Jahr 2013 wurde das Spiel für den International Gamers Award in der Kategorie „General Strategy: Two Players“ sowie für den À-la-carte-Kartenspielpreis nominiert; dort erreichte es den 10. Platz.